# سقانفار شوب‌کلا
سقانفار شوب کلا مربوط به دوره قاجار است و در شهرستان بابل، بخش‌بند پی غربی، دهستان شهید آباد، روستای شوب کلا واقع شده و این اثر در تاریخ ۲۶ اسفند ۱۳۸۶ با شمارهٔ ثبت ۲۲۰۴۰ به‌عنوان یکی از آثار ملی ایران به ثبت رسیده است.